# Edwardsia beautempsi
Edwardsia beautempsi är en havsanemonart som beskrevs av de Quatrefages 1842. Edwardsia beautempsi ingår i släktet Edwardsia och familjen Edwardsiidae. Inga underarter finns listade i Catalogue of Life.